# Misawa (Aomori)
Misawa (三沢市; Misawa-shi) és una ciutat del Japó situada a la prefectura d'Aomori. El 2019 tenia 38.877 habitants.